# Pseudonotocorax mroczkowskii
Pseudonotocorax mroczkowskii là một loài bọ cánh cứng trong họ Tenebrionidae. Loài này được Dariusz Iwan miêu tả khoa học đầu tiên năm 1997.